# Kanton Douai-Sud-Ouest
Der Kanton Douai-Sud-Ouest war bis 2015 ein französischer Kanton im Arrondissement Douai, im Département Nord und in der Region Nord-Pas-de-Calais. Sein Hauptort war Douai. Vertreter im Generalrat des Departements war zuletzt von 2001 bis 2015 Christian Poiret (DVD).

## Gemeinden
Der Kanton bestand aus einem Teil der Stadt Douai (angegeben ist hier die Gesamteinwohnerzahl, im Kanton waren es etwa 16.500 Einwohner) und weiteren fünf Gemeinden: 
| Gemeinde          | Einwohner Jahr | Fläche km² | Bevölkerungsdichte | Code INSEE | Postleitzahl |
| ----------------- | -------------- | ---------- | ------------------ | ---------- | ------------ |
| Courchelettes     | 2.701 (2013)   | 1,67       | 1617 Einw./km²     | 59156      | 59552        |
| Cuincy            | 6.522 (2013)   | 7,01       | 930 Einw./km²      | 59165      | 59553        |
| Douai             | 41.189 (2013)  | –          | – Einw./km²        | 59178      | 59500        |
| Esquerchin        | 906 (2013)     | 5,34       | 170 Einw./km²      | 59211      | 59553        |
| Lambres-lez-Douai | 5.073 (2013)   | 8,81       | 576 Einw./km²      | 59329      | 59552        |
| Lauwin-Planque    | 1.771 (2013)   | 3,67       | 483 Einw./km²      | 59334      | 59553        |